# Duisburger Kettenfabrik und Hammerwerk H. d’Hone
Die Duisburger Kettenfabrik und Hammerwerk H. d’Hone GmbH & Co. KG ist ein Hersteller von Ankern, Ankerketten und Anker- und Ankerkettenzubehör und ist einer der ältesten Industriebetriebe in Duisburg.
Das Unternehmen ist Mitglied im Unternehmerverband Metall Ruhr-Niederrhein.
Gesellschafter ist heute (Stand: März 2024) Volker Domagala mit einem Anteil von 95,01 %. Die restlichen 4,99 % werden von sieben Mitgliedern der Familie d´Hone gehalten.

## Geschichte
Im April 1896 wurde die Kettenfabrik in Duisburg-Neudorf mitten in einem entstehenden Wohnstadtteil östlich des Duisburger Hauptbahnhofs gegründet. Das Unternehmen spezialisierte sich auf die Produktion von Ankerketten für die Binnenschifffahrt und für die deutsche Marine. Sie gehört damit zu den ältesten der heute noch aktiven Industriebetriebe in Duisburg. Nach der Inbetriebnahme größerer Dampfhämmer kam es wegen des von ihnen ausgehenden Lärms zu zahlreichen Protesten und Klageverfahren seitens der Bewohner und Hausbesitzer in der unmittelbaren Umgebung. Nach dem Zweiten Weltkrieg begann das Unternehmen mit der Produktion von Schiffsankern, die in der hauseigenen Schmiede gefertigt wurden.

## Produktion
Neben der Herstellung von Ankern, Ankerketten und Ankerzubehör wurde in den 1960er Jahren das Herstellungsprogramm um das Segment Hebetechnik erweitert. Dazu gehört auch die Herstellung tragender Teile für die Hebetechnik an Kränen wie beispielsweise Traversen, verschiedene Haken und Schäkel. Die Hebetechnik-Produkte des Unternehmens dienen in der Schifffahrt dem Heben, Transportieren und Sichern von Lasten. Dazu gehören geschweißte Lastaufnahmemittel (Traversen, Coil-Haken, Sonderkonstruktionen), freiformgeschmiedete Schäkel, Blechverladehaken, Spezialanfertigungen, Anschlagmittel, Drahtseilgehänge, Textile Zurr- und Hebemittel und Zubehör zum Heben, Transportieren und Sichern von Ladungen.
In der Firma erfolgen Zugprüfungen bis zu 250 Tonnen. Vor Ort erfolgen Prüfungen mit einem Prüfmobil. Laut dem Magazin Kilometer 780 der Duisburger Stadtwerke werden 95 % aller Anker für die deutschen Werften hergestellt.
Die Duisburger Kettenfabrik ist laut Aussage des Geschäftsführers das einzig in Europa verbliebene Unternehmen, das Anker herstellt.
Das Besondere an der Fertigung ist die Tatsache, dass immer noch mit alten Schmiedehämmern gearbeitet wird. Der große Schmiedehammer der Firma ist über 100 Jahre alt.

## d’Hone Anker

### d’Hone Spezial-Anker
Der von der Firma hergestellte Klippanker ist ein Patentanker. Sein Name d’Hone Spezial-Anker ist rechtlich geschützt. Der Anker wird nicht als Stück gegossen, sondern gewalzt und geschweißt, aus Blechen vornehmlich vom heimischen Duisburger Stahlhersteller.
Der Spezial-Anker wurde Anfang der 1960er Jahre entwickelt. Er erhielt das Prädikat „Anker mit hoher Haltekraft“. Seine kompakte Bauweise sowie seine Weiterentwicklung machen ihn laut Aussage des Unternehmens noch heute zu einem der erfolgreichsten Schiffsanker Europas.
In den 1960er Jahren führten die führenden Klassifikationsgesellschaften in Zusammenarbeit mit wissenschaftlichen Versuchsanstalten erste Tests an verschiedenen Ankertypen hinsichtlich ihrer Haltekraft durch. Dem d’Hone Spezial-Anker wurde dabei eine wesentlich höhere Haltekraft als bei herkömmlichen Ankern nachgewiesen. Sie entsprach mindestens der doppelten Haltekraft eines herkömmlichen Ankers gleichen Gewichts. Die Unterscheidung der Klassifikationsgesellschaften in herkömmliche Anker und Anker mit hoher Haltekraft, international „HHP“ für „High Holding Power“ erlaubten es dem Unternehmen die Markenbezeichnung „d’Hone Spezial-Anker Anker mit hoher Haltekraft“ zu benutzen.
Der Spezialanker besitzt eine kompakte Bauweise mit optional selbstaufrichtendem Verhalten der Flunken. Er besitzt einen tiefliegenden Schwerpunkt, was im englischen Sprachgebrauch als „fully balanced“ bezeichnet wird. Der Anker kann im Rahmen der Typenzulassungen an den Schiffskörper angepasst werden, um eine gute Verbindung zu gewährleisten. Ein spezieller Kugelgelenkwirbel als Verbindungselement zwischen Anker und Ankerkette bietet den Vorteil einer kurzen Bauform.
Der Einsatzbereich geht von Segelyachten über Polizeiboote, Kriegsschiffe, Containerschiffe bis hin zu den größten Kreuzfahrtschiffen der Welt. So nutzen beispielsweise auch Kreuzfahrtschiffe der Aida-Gruppe die spezielle Ankertechnik. Weltweit sind mehr als 50.000 dieser Anker im Einsatz.
Der Anker ist explizit im offiziellen Prüfungsstoff der Wasserstraßen- und Schifffahrtsverwaltung des Bundes für den Sportküstenschifferschein und im Katalog der Spezialanker des Europäischen Ausschuss für die Ausarbeitung von Standards im Bereich der Binnenschifffahrt (CESNI) enthalten.

### d’Hone Danforth-Anker
Auch der d’Hone Danforth-Anker ist von der Zentralstelle Schiffsuntersuchungskommission/Schiffseichamt (ZSUK) als „Anker mit hoher Haltekraft“ anerkannt und hat eine zulässige Gewichtsreduzierung von 50 Prozent gegenüber herkömmlichen Ankern. Bei der Klassifikationsgesellschaft DNV hat der Anker eine Typenzulassung mit einer Gewichtsreduzierung von 25 Prozent. Dieser Anker weist die höchste Haltekraft aller für die Schifffahrt geeigneten Anker auf. Auch dieser Anker wird als Schweißkonstruktion aus gewalzten Blechen gefertigt. Die Haupteinsatzgebiete finden sich in der Schubschifffahrt, im Baggerbetrieb und bei der Verankerung von Pontons und Seezeichen.